# Rode bremraap
Rode bremraap (Orobanche lutea) is een soort uit de bremraapfamilie (Orobanchaceae).

## Determinatie
Rode bremraap is een overblijvende, kruidachtige parasitaire plant die een hoogte bereikt van ± 10–60 cm. Ze heeft schubvormige bladeren zonder bladgroen. De soort bloeit in mei en juni met rode tot bruine, 2–3,2 cm lange bloemen. Op de bloem zitten klierharen. De stempel is geel. De bloeiwijze is een tros. De vrucht is een doosvrucht met stoffijn zaad. De kiem is omsloten door een los fijnmazig netzakje.

### Gelijkende taxa
Rode bremraap kan veel lijken op andere soorten uit het geslacht bremraap. Vergeleken met de andere soorten onderscheidt rode bremraap zich hoofdzakelijk door haar meestal gele maar soms ook behoorlijk rood aangelopen bloemen met gele stempels en een recht deel op de rug van de bloem.

## Ecologie

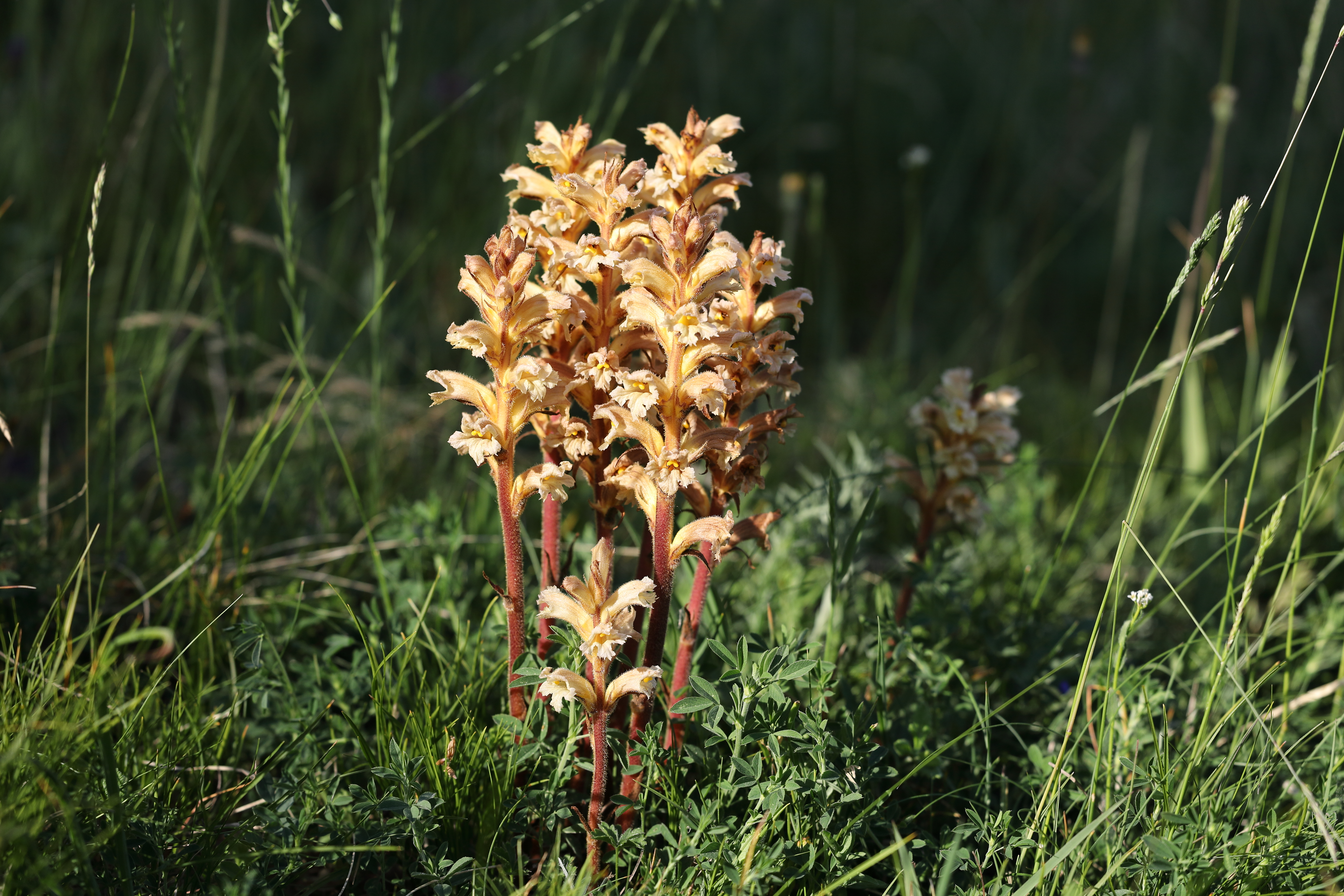
Habitus van een bloeiend exemplaar in de associatie van sikkelklaver en zachte haver. Onderaan ziet men sikkelklaver (vegetatief).

Rode bremraap komt voor op droge tot matig droge, meso-oligotrofe, kalkrijke zavel- en zandgronden in de volle zon. Het gaat om stroomdalgraslanden (en soms ook ruigten) op oeverwallen, rivierduinen en taluds van zandige rivierdijken (doorgaans met een expositie op het zuiden). Daarnaast kan de soort ook in kalkgraslanden worden aangetroffen.

### Parasitisme
Rode bremraap parasiteert op sikkelklaver en luzerne die in dezelfde plantengemeenschappen groeien. Bremraapzaden zenden bij het ontkiemen een wortelachtige uitloper de grond in totdat deze contact maakt met de wortel van de gastheerplant. Wanneer de plant zich hieraan vastmaakt, berooft deze de gastheer van water en voedingsstoffen. Het ontkiemen van de zaden wordt op gang gebracht door stoffen die de wortel van de gastheer in de grond verspreidt: ontbreken deze, dan kan het zaad verscheidene jaren zijn kiemkracht behouden.

### Syntaxonomie
In de syntaxonomie staat rode bremraap te boek als kensoort voor de associatie van sikkelklaver en zachte haver (Medicagini-Avenetum), een zeer bloemrijke plantengemeenschap van kalkrijke zandgronden langs de grote rivieren.

## Verspreiding
Het natuurlijke verspreidingsgebied van rode bremraap strekt zich uit over Europa en Zuidwest-Azië. In Nederland is de soort zeer zeldzaam en staat op de Nederlandse Rode Lijst in de categorie 'gevoelig'. Het zwaartepunt van de verspreiding in Nederland ligt in het rivierengebied.